# Gaius Cassius Longinus

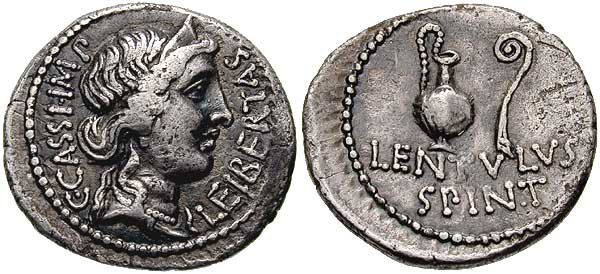
Dinar (42 î.Hr.), emise de Cassius Longinus și Lentulus Spinther, pe care este ilustrat capul încoronat al Libertății și pe revers o carafă de sacrificiu și lituus, din Smirna.

Gaius Cassius Longinus (născut înainte de 85 î.Hr. – decedat octombrie 42 î.Hr.) a fost un senator roman, conducătorul instigatorilor complotului pentru uciderea lui Iulius Cezar, și cumnatul lui Marcus Junius Brutus.

## Biografie

### Viața timpurie
Puține lucruri sunt cunoscute din viata timpurie a lui Gaius Cassius Longinus. A studiat filosofia la Rodos sub îndrumarea lui Archelaus și a învățat să vorbească fluent în limba greacă. El a fost căsătorit cu Junia Tertia (Tertulla), care a fost fiica lui Servilia Caepionis ( care era sora vitregă a co-conspiratorului Brutus). Ei au avut un fiu. Si o fiica

### Conspirația

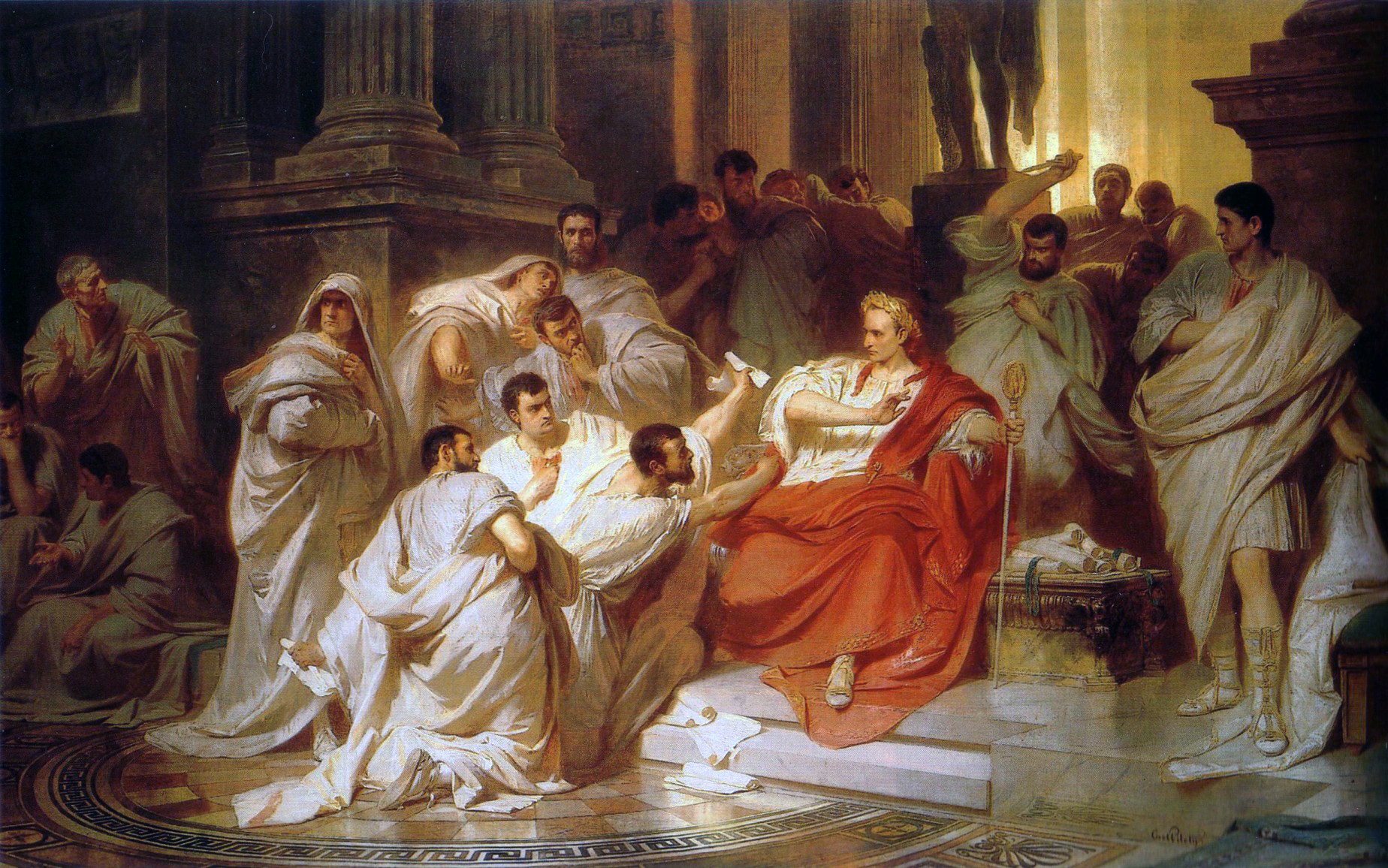
Moartea lui Caesar (pictură din secolul XIX)